# تحطم طائرة العرض الجوي بشورهام 2015
في 22 آب 2015 تحطمت طائرة نفاثة مقاتلة من نوع هوكر هنتر على السيارات والمركبات في طريق مزدحم في البلدة الساحلية شوريهام جنوب بريطانيا، مما أسفر عن مقتل 11 شخصاً على الأقل. وهو أسوأ حادث عرض جوي في المملكة المتحدة منذ حادث معرض فارنبرة الجوي 1952، والذي أوقع 31 قتيلًا.